# Сова (Вінні-Пух)
Пугач (також Сова) (англ. Owl) — персонаж повістей Алана Мілна «Вінні-Пух» (1926) та «Дім на Пуховому узліссі» (1928).

## Характеристика
Пугач — один із двох мешканців Стоакрового Лісу, хто має мізки, це йому говорить Кролик. У перекладі Леоніда Солонька Сова досить мудра, хоча їй у цьому не зрівнятися з Крістофером Робіном. Вона найстарша жителька Стоакрового Лісу. Усім, хто прийшов до неї в гості, доводиться вислуховувати історії про її родичів та пращурів.
Незважаючи на свою мудрість, відрізняється безграмотністю та нездатністю написати довгий текст.

І Сова почала писати… Ось що вона написала: «Про даремно бля бля здине мраш деня про даремно бля бля вля!»

Пух із захопленням подивився на цей напис.
 — Я тут написала: «Вітаю з днем народження»,— недбало зауважила Сова.
 — Оце напис так напис! — з повагою сказав Вінні-Пух. — Ну, якщо вже все тобі сказати, тут написано цілком так: «Вітаю з днем народження, бажаю всього-на-всього хорошого. Твій Пух». Я не зважила на витрату графіту.
 — Чого? — спитав Пух. — Тут одного олівця скільки пішло! — пояснила Сова. — Ще б пак! — сказав Пух.
— Мілн А.А., пер. Л. Солонька: Вінні-Пух та друзі.

## Дім Філіна
Сова жила у чудовому замку «КАШТАНИ». Так, це був не будинок, а справжній замок… на дверях був і дзвінок із кнопкою, і дзвіночок зі шнурком. Під дзвінком було прибито оголошення: ПРОШУ НАТИСНИТИ ЄКЩО НЕ АТКРИВАЮТЬ. А під дзвіночком інше оголошення: ПРОШУ ПОДЬОРГАТИ ЄКЩО НЕ АТКРИВАЮТЬ.

## Стать персонажа
Російські переклади вносять плутанину в питання про стать персонажа. У перекладі Заходера, і навіть у радянському мультфільмі фігурує Сова, персонаж жіночої статі, а в оригіналі та у диснеївських мультфільмах Owl — персонаж чоловічої статі, тобто Філін чи Сич. У піратських перекладах диснеївських мультфільмів він також іноді називається «Совою» і позначається як персонаж жіночої статі.

Сову… забезпечили модельним капелюшком зі стрічками та наділили мовними манерами шкільної вчительки. Образ готовий. Тим часом усе, на чому він тримається, — жіночий рід слова «сова», бо в оригіналі А. Мілна «Owl» — чоловік (вірніше, хлопчик, тому що герої Мілна — це набір різних вікових і психологічних типів дітей). А оскільки дівчатка не мають схильності до псевдоінтелектуального хизування науковою термінологією та маскування невігластва риторикою, то Сова закономірним чином стає старою вчителькою (ймовірно, на пенсії).
— Мария Елиферова. «Багира сказала…»
Таким чином, в українському перекладі втрачається причина ворожості мешканців Лісу стосовно Кенги — персонажа жіночої статі, що вторгається в хлоп'ячий світ.
У Нових пригодах Вінні-Пуха в дубляжі 1992 році персонаж називається Совою, але згадується в чоловічому роді.